# Rio Dâmbu
O Rio Dâmbu é um rio da Romênia, afluente do Teleajen, localizado no distrito de Prahova.